# انتینوستات
انتینوستات (به انگلیسی: Entinostat) با فرمول شیمیایی C21H20N4O3 یک ترکیب شیمیایی با شناسه پاب‌کم 5147921 است. که جرم مولی آن ۳۷۶٫۴۰۸۵ گرم بر مول می‌باشد. 